# State Shield 2007/08
Die State Shield 2007/08 war die 37. Austragung der nationalen List-A-Cricket-Meisterschaft in Neuseeland. Der Wettbewerb wurde zwischen dem 29. Dezember 2007 und 2. März 2008 zwischen den sechs neuseeländischen First-Class-Mannschaften ausgetragen. Im Finale konnten sich die Otago Volts gegen die Auckland Aces mit 7 Wickets durchsetzen.

## Format
Die sechs Mannschaften spielen in einer Gruppe jeweils zwei Mal gegen die anderen Mannschaften. Für einen Sieg gibt es vier Punkte, für ein Unentschieden oder No Result zwei und für eine Niederlage keinen Punkt. Ein Bonuspunkt wird vergeben, wenn bei einem Spiel die eigene Run Rate die des Gegners um das 1,25-Fache übersteigt. Des Weiteren ist es möglich, dass Mannschaften Punkte abgezogen bekommen, wenn sie beispielsweise zu langsam spielen. Der Zweit- und Drittplatzierte der Vorrunde spielen ein Halbfinale, dessen Sieger gegen den Ersten der Vorrunde im Finale den Sieger des Turniers ermitteln.

## Resultate

### Gruppenphase
Tabelle
| Teams              | Sp. | S | N | U | R | NR | A | BP | Ded | Punkte | NRR    |
| ------------------ | --- | - | - | - | - | -- | - | -- | --- | ------ | ------ |
| Auckland           | 10  | 8 | 2 | 0 | 0 | 0  | 0 | 1  | 0   | 33     | −0.354 |
| Canterbury         | 10  | 5 | 4 | 0 | 0 | 0  | 1 | 3  | 0   | 25     | −0.006 |
| Otago              | 10  | 5 | 4 | 0 | 0 | 0  | 1 | 0  | 0   | 22     | +0.018 |
| Wellington         | 10  | 4 | 5 | 0 | 0 | 1  | 0 | 1  | 0   | 19     | −0.234 |
| Central Districts  | 10  | 4 | 6 | 0 | 0 | 0  | 0 | 2  | 0   | 18     | +0.019 |
| Northern Districts | 10  | 2 | 7 | 0 | 0 | 1  | 0 | 0  | 0   | 10     | −0.019 |

## Playoffs

### Halbfinale
| 24. Februar Scorecard | Christchurch | Canterbury 262-8 (50)       | – | Otago 266-4 (46) |
|                       |              | Otago gewinnt mit 86Wickets |   |                  |

### Finale
| 2. März Scorecard | Auckland | Auckland 310-7 (50)         | – | Otago 311-3 (42) |
|                   |          | Otago gewinnt mit 7 Wickets |   |                  |